# Polícia de choque

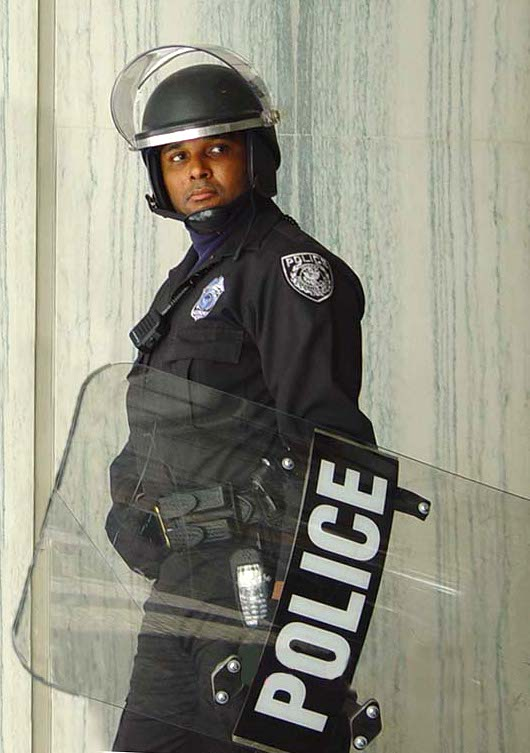
Um policial com aparatos para controle de multidões.

A polícia de choque é uma unidade ou corpo policial especializado em controlar e dispersar multidões em manifestações inconstitucionais. Outra função da tropa de choque é fazer cumprir mandados de reintegração de posse de imóveis ocupados.
A polícia de choque é também conhecida por termos como "tropa de choque", "polícia de intervenção" ou "polícia antimotim".

## Equipamentos

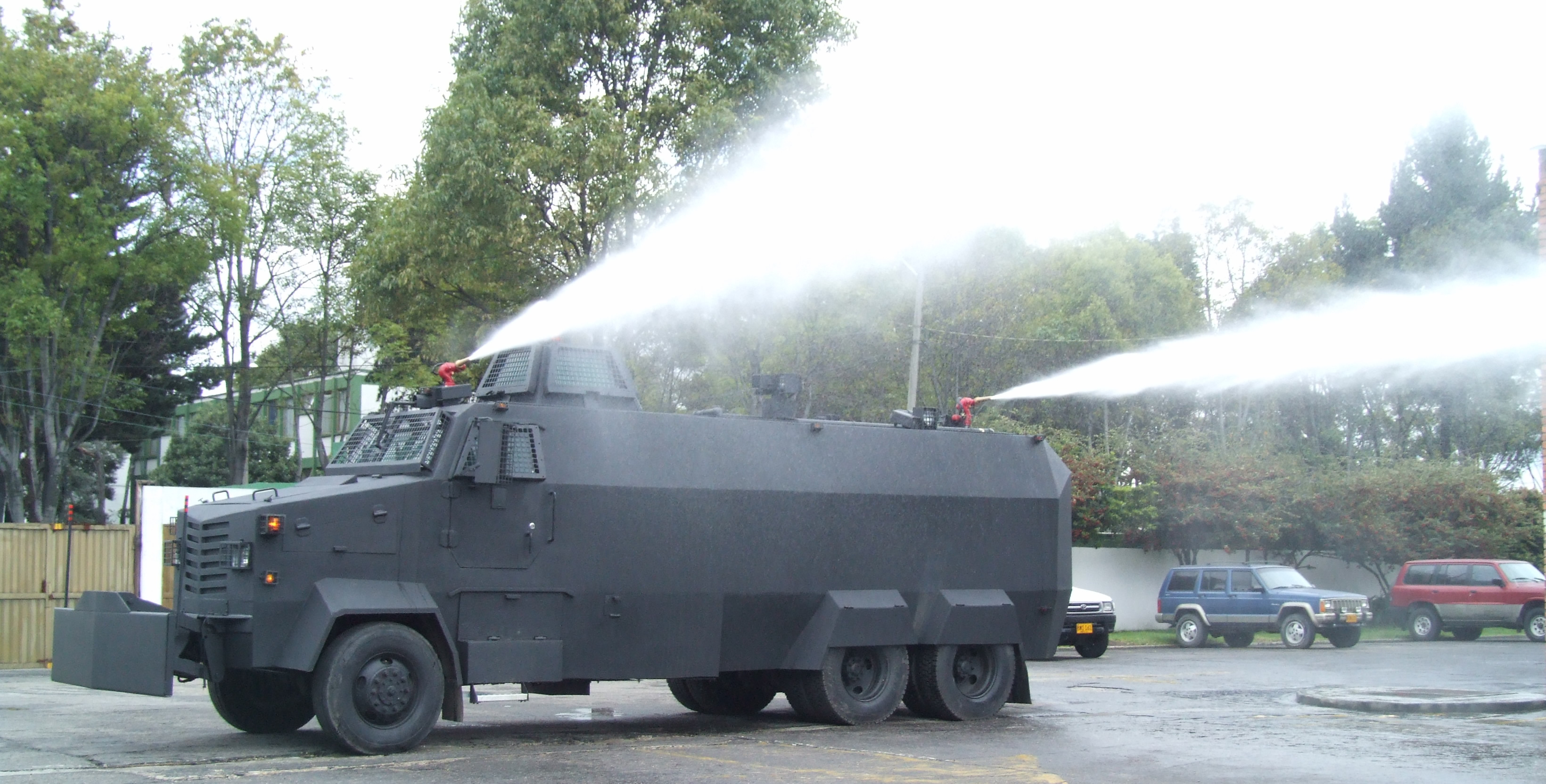
Veículo blindado da Polícia Nacional da Colômbia disparando jatos de água para controle de multidões.

O equipamento usado no controle de manifestações na maioria das vezes inclui capacetes com viseira e escudos antitumulto. Ambos são projetados para oferecer vantagem no combate corpo a corpo e proteger o agente de objetos, como garrafas e tijolos, que possam vir a ser arremessados. Para oferecer ainda mais proteção, o equipamento costuma possuir também proteção balística. Algumas polícias de choque ao redor do mundo também costumam vestir máscaras de gás para minimizar o efeito do gás lacrimogêneo no policial.  
Em grandes distúrbios uma das maiores preocupações é evitar que alguém da multidão roube a arma do coldre do policial durante o confronto. Em situações em que a multidão é muito grande e agressiva e incursão entre os manifestantes ocorre, o policial pode não conseguir ver o responsável pelo roubo ou simplesmente não perceber que teve seu armamento subtraído. Por esse motivo algumas divisões de choque ao redor do mundo possuem coldres especiais com dispositivos de travamento. No entanto, um dispositivo como esse pode retardar a ação do policial durante uma eventual situação de emergência. Uma alternativa mais barata e utilizada é o policial da linha de frente simplesmente não transportar armas letais, deixando que as eventuais emergências sejam contidas pela retaguarda.  

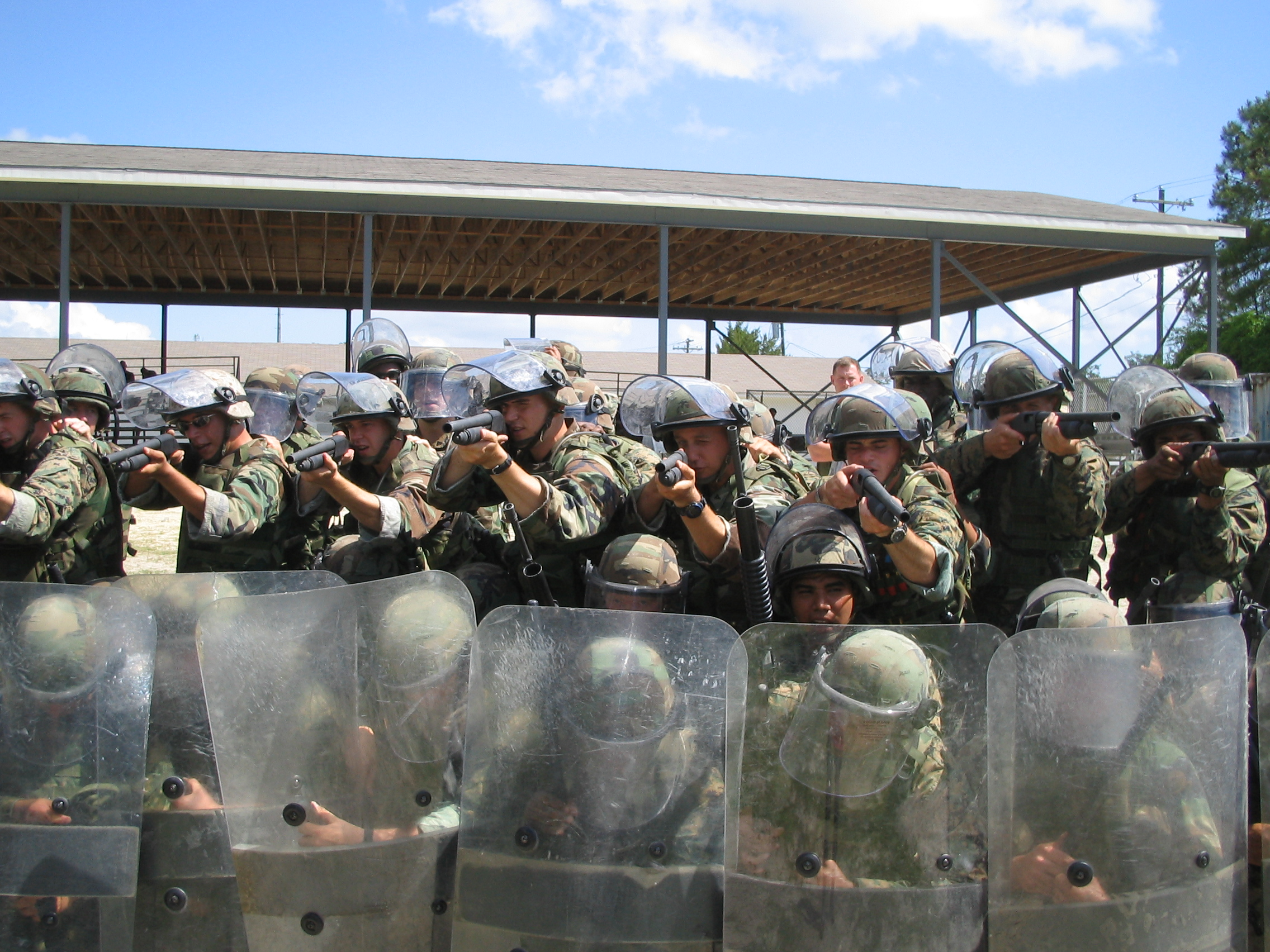
Formação defensiva de controle de distúrbios.

A tática escolhida determina o tipo de equipamento ofensivo a ser utilizado. O armamento pode variar entre armas letais e não letais. A decisão baseia-se no nível de percepção da ameaça existente e nas leis vigentes. Em muito países o uso de armamento letal para controlar motins é ilegal, sendo permitido apenas em circunstâncias extremas. O armamento normalmente utilizado é o gás lacrimogêneo, balas de borracha, gás pimenta, bombas de efeito moral, tasers e porretes (de borracha ou metal). A função dessas armas é causar pequenos ferimentos ou simplesmente efeitos psicológicos nos manifestantes, facilitando a dispersão.    
Para apoiar a tropa também costuma-se utilizar veículos blindados dotados de canhões para arremessar jatos de tinta (para facilitar no trabalho de identificação de vândalos), água e gás lacrimogêneo. A ajuda adicional também pode vir de cães, polícia montada e motocicletas.

## Táticas

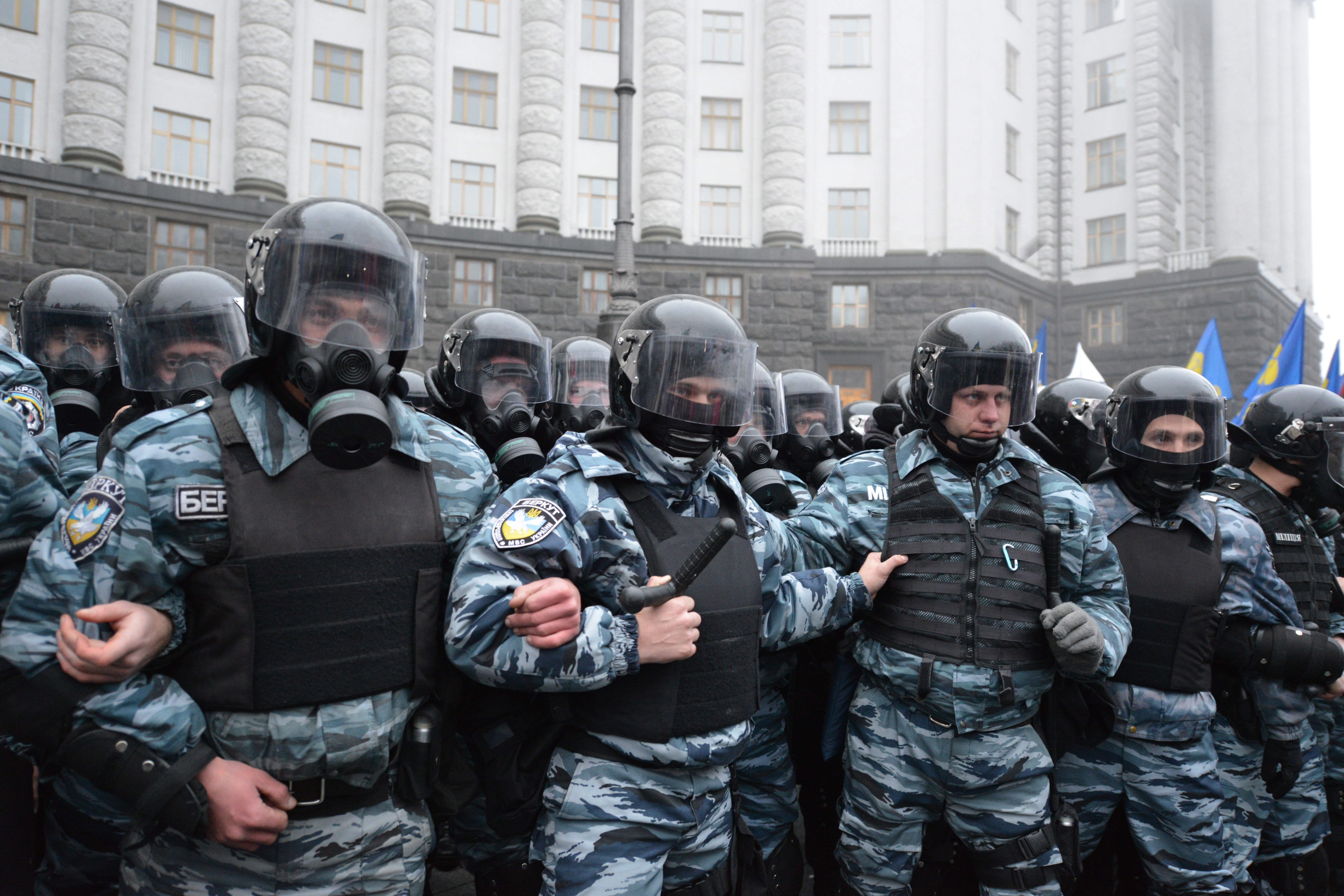
A polícia de choque também é utilizada para montar cordões de isolamento e impedir que manifestantes ultrapassem certos limites estabelecidos. Na imagem, policiais de Kiev protegem o prédio do gabinete dos ministros durante protestos do Euromaidan.

Os policiais na linha de frente normalmente usam vestimentas reforçadas e carregam armas de mão projetadas (porretes) para entrar em confronto direto com a multidão. Esses agentes abrem caminho para viaturas e policiais com equipamentos menos pesados que por sua vez detêm melhor mobilidade para efetuar prisões caso necessário. Em face a uma ameaça maior, a polícia de choque deve ser acompanhada por oficiais munidos de armamento não letal para disparar gás lacrimogêneo e balas de borracha para ajudar a dispersar a multidão enquanto a tropa avança. A bomba de efeito moral também é utilizada em muitos casos, já que ela nada mais é do que uma espécie de granada que não estilhaça, mantendo apenas o incomodo barulho da explosão.
A Cavalaria de Polícia, também pode ser chamada em situações de choque e como medida ofensiva contra tumultos e manifestações. A força e a altura do cavalo combinadas com o seu treinamento permitem que um policial se infiltre com segurança no meio da multidão.
Quando estão se dirigindo ao motim os agentes caminham lentamente e alinhados paralelamente à frente da multidão, estendendo-se entre as duas extremidades da rua, formando uma "parede". Durante a aproximação, os agentes costumam simultaneamente bater com seus porretes no escudo que seguram, causando um grande ruído que acompanha a marcha. Essa tática é utilizada para que os manifestantes saibam da presença da polícia e para causar medo e incômodo na multidão, facilitando o trabalho de dispersão.